# Disney Illusion Island
Disney Illusion Island es un videojuego de plataformas de 2023 desarrollado por Dlala Studios y publicado por Disney Electronic Content. Fue lanzado en Nintendo Switch el 28 de julio de 2023. Posteriormente, se anunció su lanzamiento en PlayStation 5, 
Xbox Series X/S y Microsoft Windows para el 30 de mayo de 2025.
El juego está protagonizado por Mickey Mouse, Minnie Mouse, Pato Donald, Goofy mientras se abarca en una aventura en la isla Monoth. Para el desarrollo del juego se inspirada en los videojuegos de Mickey de los años 90 y Rayman Legends para su creación. El juego recibió críticas mixtas o promedio, algunos críticos dijeron que era un sucesor espiritual de la serie Illusion.

## Jugabilidad
Disney Illusion Island es un videojuego de plataformas de desplazamiento lateral en 2D con una estructura de juego similar a Metroidvania. Después de elegir uno de los cuatro personajes (Mickey Mouse, Minnie Mouse, Pato Donald o Goofy), los jugadores viajan a través de áreas usando un mapa en expansión de la isla Monoth. A pesar de presentar diferentes animaciones, los personajes se juegan igual. Los jugadores pueden caminar y saltar y, a medida que progresan, los personajes obtienen más habilidades de plataformas como salto doble, salto de pared, golpes en el suelo y balanceo. El juego carece de mecánica de combate directo, por lo que los jugadores deben evitar los ataques de los enemigos que se encuentran a lo largo del viaje. El juego a veces tiene áreas donde los jugadores participan en peleas contra jefes, durante las cuales tienen que evitar ataques, presionar botones o realizar otras actividades de plataformas para dañar indirectamente al jefe. Recibir un golpe hace que los jugadores pierdan una vida (representada como un corazón), y perder todas sus vidas les hace regresar al último buzón por el que pasaron (que funciona como un punto de control). Cada jugador puede ajustar el número de vidas dadas al comienzo de un punto de control y también puede optar por activar el modo de invencibilidad. El juego ofrece un modo multijugador cooperativo local, que permite a los jugadores abrazar a otros para restaurar sus vidas y lanzar cuerdas para ayudar a otros jugadores a escalar obstáculos. Los coleccionables del juego incluyen Glimts, pequeñas bolas de luz que desbloquean el arte conceptual del juego y la historia de la isla; Tokuns, que muestran arte de personajes e historias de fondo; formas ocultas de Mickey en el fondo, que muestran fotos de Mickey y sus amigos; y recuerdos de Mickey, que hacen referencia a dibujos animados anteriores de Mickey.

## Trama
Mickey, Minnie, Donald y Goofy llegan a la isla Monoth esperando un pícnic. Descubren una estantería gigante y conocen a Toku, líder de las criaturas Hokuns, quien admite haberlos invitado a un pícnic falso. Toku busca su ayuda para recuperar tres Tomos del conocimiento robados que protegen la isla. Aspirando a convertirse en héroes, Mickey y sus amigos aceptan la misión. Durante la búsqueda, el inventor Mazzy les proporciona nuevas habilidades para desbloquear nuevas áreas. Recuperan los tomos de ingeniería, botánica y astronomía luchando contra tres jefes en diferentes biomas. Después de cada batalla, el equipo de Mickey lanza un hechizo enseñado por Toku que convierte a los enemigos derrotados en estatuas de piedra.
Colocar los tomos en la estantería revela un portal. Después de que los Hokuns toman los tomos y entran, la estantería se transforma en el Tomo de la Historia. Aprenden que cuatro héroes que una vez gobernaron la isla crearon los Tomos para compartir conocimientos con el público. Grayzar, el creador del Tomo de la Historia, deseaba el poder de los otros Tomos y fue derrotado en una batalla y desterrado por los otros tres héroes. Mickey y sus amigos usan el hechizo a la inversa para liberar a los guardianes derrotados, quienes luego abren un portal para que el equipo de Mickey entre y evite que Toku devuelva a Grayzar a Monoth. El grupo se enfrenta a Grayzar, que estaba disfrazado de Mazzy, y rompe su hechizo, haciendo que Grayzar se vuelva amigable. Grayzar revela que Toku lo manipuló durante la batalla anterior contra los tres héroes y proyectó su subconsciente para ayudar al equipo de Mickey sin conocimiento del plan de Toku.
Encuentran a Toku lanzando un hechizo con los Tomos para controlar la isla. A pesar de los intentos de Toku de excusarse, Minnie lo patea lejos. El grupo interrumpe el hechizo que los Tomos aún estaban ejecutando con la ayuda de cuatro palabras dadas por Grayzar. Al final, el grupo le muestra los tomos a Grayzar y los otros tres guardianes, quienes luego los llaman héroes y les permiten proteger los tomos. El equipo de Grayzar y Mickey celebra con un pícnic mientras los Hokuns atacan a Toku en otro lugar.

## Desarrollo y lanzamiento
Disney Illusion Island fue desarrollado por Dlala Studios, con sede en Essex, Inglaterra. Aj Grand-Scrutton, CEO y director creativo del equipo, afirmó que, al desarrollar el juego, se inspiró en los juegos de Mickey de los años 90, así como en Rayman Legends. La naturaleza del movimiento de los personajes fue uno de los pilares del diseño más importantes. El combate se mantuvo al mínimo relativo, ya que no consideraron que los personajes fueran adecuados para el estilo de este juego. La capacidad de los personajes para dejar caer cuerdas fue tomada de World of Illusion. El juego fue lanzado por Disney Electronic Content el 28 de julio de 2023. El 9 de abril de 2025, se anunció el lanzamiento del juego en PlayStation 5, Xbox Series X/S y Microsoft Windows para el 30 de mayo de ese año.

## Recepción
Disney Illusion Island recibió «críticas mixtas o promedio» de los críticos, según la plataforma de agregador de reseñas Metacritic.
Carlos Leiva de Vandal le dio un 7, elogiando los gráficos y la jugabilidad y diciendo que es «una obra entretenida, disfrutable y con unos controles fantásticos». Alberto Lloret de Hobby Consolas dijo que el juego era un sucesor espiritual de la serie Illusion y que también es «un juego de plataformas en el sentido más estricto de la palabra», alabando su jugabilidad e historia. Tristan Ogilvie de IGN alabo los gráficos, el estilo Metroidvania del juego y su cantidad de secretos. Ed Nightingale de Eurogamer dijo que era «un largo desafío de plataformas que nunca resulta satisfactorio de explorar, debido al diseño tanto visual como de juego», alabando las habilidades de cada uno de los personajes, en especial al Pato Donald.

### Elogios
| Año  | Otorgar              | Categoría                   | Resultado | Ref.   |
| ---- | -------------------- | --------------------------- | --------- | ------ |
| 2023 | Premios TIGA         | Mejor juego social          | Ganador   | [ 19 ] |
| 2023 | Premios TIGA         | Mejor juego de rompecabezas | Nominado  | [ 19 ] |
| 2023 | Premios TIGA         | Juego del año               | Ganador   | [ 19 ] |
| 2023 | The Game Awards 2023 | Mejor juego familiar        | Nominado  | [ 20 ] |